# مجتمع العقل
مجتمع العقل (The Society of Mind) هو عنوان لكتاب صدر عام 1988 واسم لنظرية الذكاء الطبيعي، كما ألفها وطورها مارفن مينسكي.

## نموذج منسكي
بطريقة تدريجية، يبني مينسكي نموذجا للذكاء الإنساني، الذي هو تراكم ناجم من تفاعلات أجزاء بسيطة يُطلق عليها اسم عوامل، والتي هي في حد ذاتها بلا عقل. ويصف مينسكي التفاعلات باعتبارها مشكلاً «لمجتمع العقل»، وبالتالي العنوان.

## الكتاب
كان الكتاب الذي نشر في عام 1988 أول وصف شامل لنظرية منسكي «مجتمع العقل»، والذي بدأ في تأليفه في أوائل سبعينيات القرن الماضي. ويتألف الكتاب من 270 مقالة بذاتها وتنقسم إلى 30 فصلًا عامًا. وتم نشر الكتاب في نسخة أسطوانات مدمجة.
ويقدم مينسكي في عملية شرح مجتمع العقل مجموعة واسعة من الأفكار والمفاهيم. فهو يطور النظريات حول كيفية عمل عمليات مثل اللغة والذاكرة والتعلم، ويشمل أيضًا مفاهيم مثل الوعي والشعور بالذات والإرادة الحرة؛ وبسبب هذا ينظر الكثيرون إلى كتاب مجتمع العقل بوصفه عملاً فلسفيًا.
ولم يتم تأليف هذا الكتاب لإثبات أي شيء محدد حول الذكاء الاصطناعي (AI) أو العلوم المعرفية، ولا يشير إلى هياكل الدماغ المادية. بدلاً من ذلك، فهو عبارة عن مجموعة من الأفكار حول كيفية عمل العقل والتفكير على المستوى المفاهيمي.

## النظرية
بدأ مينسكي بتطوير النظرية مع سيمور بابيرت في أوائل السبعينيات من القرن الماضي. وقال مينسكي إن أكبر مصدر للأفكار حول هذا النظرية جاء من عمله في محاولة إنشاء جهاز يستخدم الذراع الروبوتية وكاميرا الفيديو وجهاز كمبيوتر للبناء باستخدام قوالب للأطفال.

## طبيعة العقل
يكمن المعتقد الأساسي في فلسفة مينسكي في أن «العقول هي نتاج ما تفعله الأدمغة». وترى نظرية مجتمع العقل أن العقل البشري وغيره من النظم المعرفية التي تطورت طبيعيًا كمجتمع واسع من العمليات البسيطة الفردية المعروفة باسم العوامل. وهذه العمليات هي كيانات التفكير الأساسية التي تبني العقول وينتج عنها الكثير من القدرات التي نصف بها العقول. إن القوة العظمى في رؤية العقل باعتباره مجموعة من العوامل، مقارنة بالنتائج المتعلقة ببعض المبادئ الأساسية أو بعض الأنظمة الرسمية البسيطة، تكمن في أن هناك عوامل مختلفة تعتمد على أنواع مختلفة من العمليات تتسم بأغراض مختلفة وطرق لتمثيل المعرفة وأساليب لجلب النتائج.
وربما كان أفضل تلخيص لهذه الفكرة هو الاقتباس التالي:

## وصلات خارجية
- MIT article, Examining the Society of Mind